# Theridion longipalpum
Theridion longipalpum là một loài nhện trong họ Theridiidae.
Loài này thuộc chi Theridion. Theridion longipalpum được Chuandian Zhu miêu tả năm 1998.